# Príncipe-abade

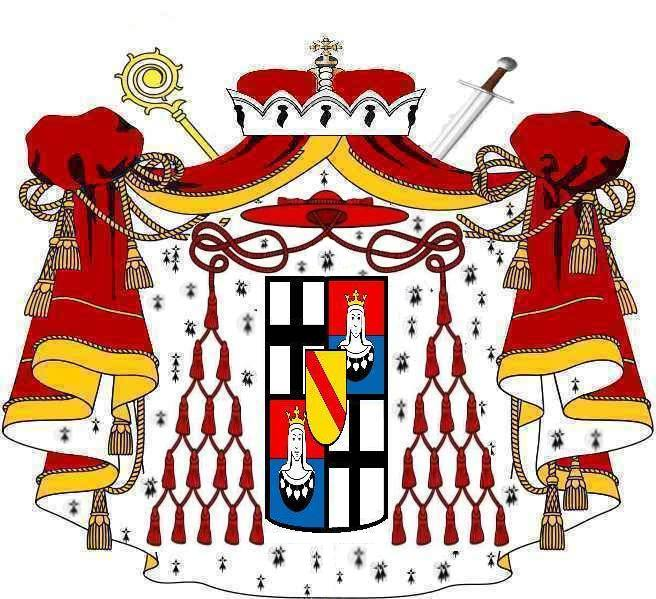
Brasão de Bernardo Gustavo de Baden-Durlach, Príncipe-abade de Fulda (1671-1677) e Príncipe-abade de Kempten (1673-1677).

Príncipe-abade (em alemão:  Fürstabt, em francês:  Prince-abbé) era um título nobiliárquico e religioso entregue ao superior duma Abadia cujas possessões formavam um principado.
No caso de uma Abadia feminina com possessões territoriais, a superiora detinha o título de Princesa-abadessa.

## Enquadramento
Príncipe-Abade combina o título de Abade ao de Príncipe demonstrando uma autoridade tanto espiritual como temporal. O Brasão de Armas inclui como suportes uma espada (símbolo de poder temporal) e um báculo pastoral (símbolo do poder espiritual).
Os príncipes-abades encontravam-se sobretudo no território do Sacro Império Romano-Germânico, região onde existiam igualmente os Príncipes-bispos. As comunidades de religiosas femininas eram dirigidas por Princesas-abadessas.
Certos príncipes-abades tinham precedência sobre outros, uma vez que, a título pessoal, tinham representação na Dieta Imperial. Era o caso do Príncipe-abade Fulda, do Príncipe-abade de Kempten ou ainda do Príncipe-abade de Murbach-Lure.

## Lista de Príncipes-Abades / Princesas-Abadessas

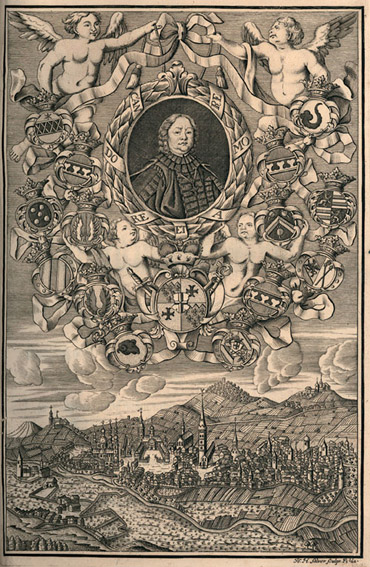
Gravura de Adolf von Dalberg, Príncipe-abade de Fulda (1726-1737).

### No atual território da Alemanha
- Príncipe-abade de Fulda - tinha também o título de Primaz das Abadias do Império. Era "Arquichanceler da Imperatriz", de cordo com um decreto de 1220 do imperador Frederico II, e foi elevado a Príncipe-Bispo pelo Papa Bento XIVem 1752;
- Príncipe-abade Kempten – confirmado por Carlos IV em 1348; após o primaz de Fulda tinha precedência sobre todos os Abades do Império;
- Príncipe-reitor[1] de Ellwangen - após o primaz de Fulda tinha precedência sobre todos os Abades do Império;
- Príncipe-abade de Prüm – elevado pelo imperador Frederico II em 1222, em união pessoal com o Arcebispo-Eleitor de Tréveris a partir de 1576.
- Príncipe-abade de Corvey
- Príncipe-abade de Sankt-Blasien
- Príncipe-reitor de Berchtesgaden
- Príncipe-prior de Heitersheim
- Princesa-abadessa de Essen
- Princesa-abadessa de Quedlinburgo
- Princesa-abadessa de Lindau
- Princesa-abadessa de Herford
- Princesa-abadessa de Bad Buchau

### No atual território da Suíça
- Príncipe-abade de Einsiedeln
- Príncipe-abade de São Galo
- Príncipe-abade de Disentis
- Princesa-abadessa de Fraumünster (na cidade de Zurique)
- Princesa-abadessa de Schänis

### No atual território de França
- Príncipe-abade de Murbach-Lure – elevado por Fernando I em 1548: após o primaz de Fulda tinha precedência sobre todos os Abades do Império.
- Príncipe-abade de Luxeuil
- Príncipe-abade de Wissemburgo
- Príncipe-abade de Seltz
- Princesa-abadessa de Andlau
- Princesa-abadessa de Remiremont

### No atual território da Bélgica
- Príncipe-abade de Stavelot-Malmedy.
- Princesa-abadessa de Nivelles.

### Outros Casos
Outros exemplos incluem a Abade Nullius de Pinerolo, no Piemonte, e a Abadia de Belmont, na Carolina do Norte, que teve um estatuto de Abadia Nullius até 1977.